# Felice Canelli
Felice Canelli  (* 14. Oktober 1880 in San Severo, Italien; † 23. November 1977 ebenda) war ein italienischer römisch-katholischer Priester, der sich im sozialen und karitativen Bereich große Verdienste erwarb. Im Rahmen des Seligsprechungsprozesses erhob ihn Papst Franziskus 2021 zum ehrwürdigen Diener Gottes.

## Leben
Canelli wuchs mit seinen Eltern Gabriele und Teresa Marchitto in San Severo unter einfachsten Verhältnissen auf. Nach dem Tod des Vaters 1887 übernahm seine Mutter die finanzielle Versorgung der Familie und ermöglichte es, dass Canelli 1892 im Alter von zwölf Jahren ins Bischöfliche Knabenseminar der Diözese aufgenommen wurde. Am 6. Juni 1903 empfing er durch den Bischof von San Severo, Bonaventura Gargiulo, die Priesterweihe.
Canellis apostolisches Wirken orientierte sich an den Idealen der Salesianer Don Boscos und deren Gründer Johannes Bosco, den er zum Vorbild seines Priestertums erkor. Als Geistlicher an der Kirche San Giovanni Battista in San Severo stand im Fokus seine Seelsorge besonders die Jugend sowie arme und verlassene Kindern, die er großzügig finanziell unterstützte. Als Kirchenrektor von Sant'Antonio Abate sensibilisierte Canelli seine Pfarrgemeinde für die sozialen Missstände, das Elend breiter Bevölkerungsschichten und weitere Kernpunkte der Sozialen Frage. Mit Gleichgesinnten und früheren Schulkollegen ließ er sich von der Sozialenzyklika Rerum Novarum inspirieren und wurde zur treibenden Kraft hinter den Laienverbänden seiner Diözese im kirchlichen, pädagogischen, sozialen und politischen Bereich.
Der Ausbruch des Ersten Weltkriegs unterbrach jedoch Canellis soziales Engagement, da er von 1916 bis 1919 als Militärkaplan zuerst in Sassoferrato und dann in Ancona dienen musste. Nach seiner Heimkehr gründete er die örtliche Sektion der Partito Popolare Italiano (Italienische Volkspartei) sowie die Studentenverbindung "Don Bosco". Zugleich gab er Impulse zum Laienapostolat, um breitere Bevölkerungsgruppen seiner Pfarrgemeinde zu erreichen. Vom 1. Mai 1927 bis zu seinem Tod 1977 war Canelli Pfarrer in Croce Santa, einer Kirche am Stadtrand von San Severo, von wo aus er verschiedene Positionen in katholischen Vereinen ausübte, die Katholische Aktion unterstütze, die katholische Pfadfinder etablierte und soziale Akzente in der Jugendarbeit gab. Dabei verstand Canelli seinen Dienst der Nächstenliebe sowohl im materiellen als auch im christlich-geistigen Kontext.
Während des Zweiten Weltkriegs blieb Canelli Pfarrer in seiner Gemeinde. Zur Linderung der gesellschaftlichen Probleme  initiierte er karitative Wohlfahrtswerke, die bis in die Nachkriegszeit das Leid der Zivilbevölkerung linderten. In diesem Zusammenhang geriet er mehrmals mit Vertretern des italienischen Faschismus und dem faschistischen Regimes in Konflikt. Da sie den Grundprinzipien der katholischen Aktion feindlich gegenüberstanden, wurde Canelli als deren Diözesandelegierter kurzzeitig interniert.
Canelli starb am 23. November 1977 im Alter von 97 Jahren in San Severo. Sein Leichnam ruht in der Krypta der Pfarrkirche Croce Santa in San Severo.

## Seligsprechungsprozess
Der Seligsprechungsprozess für Canelli begann am 22. Juni 2006. Die diözesanen Untersuchungen wurden am 25. März 2009 initiiert und am 30. November 2013 abgeschlossen. Am 22. Mai 2021 sprach Papst Franziskus Canelli den sogenannten heroischen Tugendgrad zu, eine Vorstufe zur Seligsprechung.
Aktueller Postulator ist der Salesianer Pierluigi Cameroni. Unterstützt wird die Seligsprechung vom Bistum San Severo und der letzten Wirkungsstätte von Canelli, der Parrocchia di Croce Santa.